# لورنزو برزیگوتی
لورنزو برزیگوتی (انگلیسی: Lorenzo Burzigotti؛ زادهٔ ۱۲ مارس ۱۹۸۷) بازیکن فوتبال اهل ایتالیا است.
از باشگاه‌هایی که در آن بازی کرده‌است می‌توان به باشگاه فوتبال رجینا، باشگاه فوتبال فوجا، باشگاه فوتبال لاتینا، باشگاه فوتبال یووه استابیا، و باشگاه فوتبال اتلتیکو آرتزو اشاره کرد.